# Gnophomyia chilota
Gnophomyia chilota är en tvåvingeart som beskrevs av Alexander 1929. Gnophomyia chilota ingår i släktet Gnophomyia och familjen småharkrankar. Inga underarter finns listade i Catalogue of Life.